# پامپلونا، کاگایان
پامپلونا، کاگایان (به لاتین: Pamplona, Cagayan) یک منطقهٔ مسکونی در فیلیپین است که در کاگایان واقع شده‌است.